# Antti Autti
Antti-Matias Antero Autti (Rovaniemi, 15 de marzo de 1985) es un deportista finlandés que compitió en snowboard, especialista en las pruebas de halfpipe y big air.
Ganó cuatro medallas en el Campeonato Mundial de Snowboard entre los años 2003 y 2007. Adicionalmente, consiguió tres medallas en los X Games de Invierno.
Participó en los Juegos Olímpicos de Turín 2006, ocupando el quinto lugar en la disciplina de halfpipe.

## Medallero internacional
| Campeonato Mundial | Campeonato Mundial    | Campeonato Mundial | Campeonato Mundial |
| Año                | Lugar                 | Medalla            | Prueba             |
| ------------------ | --------------------- | ------------------ | ------------------ |
| 2003               | Kreischberg (Austria) | Medalla de bronce  | Big air            |
| 2005               | Whistler (Canadá)     | Medalla de oro     | Halfpipe           |
| 2005               | Whistler (Canadá)     | Medalla de oro     | Big air            |
| 2007               | Arosa (Suiza)         | Medalla de plata   | Big air            |

| X Games de Invierno | X Games de Invierno    | X Games de Invierno | X Games de Invierno |
| Año                 | Lugar                  | Medalla             | Prueba              |
| ------------------- | ---------------------- | ------------------- | ------------------- |
| 2005                | Aspen (Estados Unidos) | Medalla de oro      | Superpipe           |
| 2007                | Aspen (Estados Unidos) | Medalla de bronce   | Best trick          |
| 2009                | Aspen (Estados Unidos) | Medalla de bronce   | Superpipe           |